# آنا کومننه
آنا کومنِنه (به یونانی: Άννα Κομνηνή، Anna Komnēnē) که بعدها به فرم لاتین آنا کومننا (به لاتین: Comnena) نیز خوانده می‌شد (زادهٔ ۲ دسامبر ۱۰۸۳ — درگذشتهٔ ۱۱۵۳)، تاریخ‌نگار بیزانسی و دختر آلکسیوس یکم کومننوس، امپراتور وقت بیزانس بود. شهرت آنا کومننا بیشتر به‌خاطر آلکسیاد اوست که تاریخچه‌ای از زندگی و دوران حکومت پدرش را در آن شرح داده‌است و منبعی ارزشمند در مورد امپراتوری بیزانس در نخستین جنگ صلیبی به‌شمار می‌رود.

## زندگی‌نامه
آنا تقریباًدو سال پس از برتخت نشستن پدرش در ۲ دسامبر ۱۰۸۳ زاده شد. او به خوبی مورد آموزش قرار گرفت و مطالب گوناگونی همچون ادبیات، فلسفه، تاریخ و جغرافیا به وی یاد داده شد. آنا در ۱۰۹۷ با نیکه‌فوروس برینیوس، فرماندهٔ برینیوم ازدواج کرد و درصدد آن برآمد تا پس از پدرش، شوهرش را بر تخت امپراتوری بشاند. او با همراهی مادرش امپراتریس ایرنه تلاش نمود تا آلکسیوس یکم را در آخرین سال‌های عمرش و به‌هنگام بیماری متقاعد نماید تا با گرفتن جانشینی از برادرش ژان کومننوس، شوهرش نیکه‌فوروس را به‌عنوان وارث تاج و تخت خود معرفی نماید که مورد موافقت آلکسیوس قرار نگرفت.
آنا سپس پس از بر تخت نشستن برادرش باعنوان ژان دوم در ۱۱۱۸، علیه او شروع به دسیسه‌چینی نمود اما با این حال نتوانست حمایت شوهرش را به‌دست بیاورد و نقشه‌اش آشکار گردید. به‌دنبال این اتفاق اموال آنا ضبط و خودش نیز به یک خانقاه فرستاده شد. در آنجا آنا شروع به نوشتن آلکسیاد نمود. این اثر که به زبان یونانی نگاشته شده‌است تصویری از فعالیت‌های مذهبی و فکری بیزانس آن دوره را به خواننده ارائه می‌دهد و علی‌رغم آنکه از دیدگاه گاهشماری دارای نواقصی است و از آلکسیوس یکم نیز بسیار تعریف شده‌است، اما اطلاعات بسیار ارزشمندی از فرماندهان نخستین جنگ صلیبی و دیگر افرادی که آنا به‌طور مستقیم با آنها در ارتباط بوده‌است را ارائه می‌کند.
آنا کومننا در ۱۱۵۳ درگذشت.